# Deinbollia angustifolia
Espèce
Statut de conservation UICN

 VU D2 : Vulnérable
Deinbollia angustifolia D.W.Thomas est une espèce de plantes de la famille des Sapindaceae et du genre Deinbollia, endémique du Cameroun.

## Description
Deinbollia angustifolia est un arbuste ramifié atteignant 1 m de haut et dont les fruits peuvent mesurer environ 1,5 cm de diamètre.

## Habitat et distribution
C'est une plante endémique du Cameroun qui n'a été observée que sur un seul site, sur les rives rocheuses de la rivière Mana, près de Mundemba (Parc national de Korup) dans la Région du Sud-Ouest.
Relativement rare, elle figure sur la liste rouge de l'UICN comme espèce vulnérable, bien qu'elle ne soit pas directement menacée.